# ぶたボット
『ぶたボット』は、五月病マリオによる日本のコメディ漫画作品、及び同作に登場する主人公の名前である。
ニコニコ静画における「ニコニコで漫画を描いてみた」のコーナーにて2010年8月25日より連載を開始した。

## 概要
何処にでもいる普通の食肉用の豚が、とある工場の機械の中に入り、半分生物・半分機械の『ぶたボット』になった事から始まる、ドタバタコメディ漫画。
元々プロ級の画力を持つ５月病マリオが、登場するキャラクター達をあえて手を抜いて描き、要所要所で本来の画力を魅せるという「逆作画崩壊」という技法を用いており、登場するキャラクターやネタとしてニコニコ動画を震源地として有名になった作品をフィーチャーしているところが特徴。

本来は6話（2010年9月27日）で連載を終了する短編作品になる予定だったが、読者の高い支持を得たため続投が決定し、2012年現在も連載が続いている。また、作者の作画も相まって、続投決定後はコメディ一色の作品から若干シフトして、戦闘シーンの豊富なアクション漫画としての一面も見せている。

## 登場人物

### 主要キャラ
ぶたボット
本作の主人公。すきっ歯博士の工場の機械に入れられた事で半分ロボットとなった、何処にでもいる普通の食用豚。左半分の頭部と両腕と鼻が機械になり、背中にはスイッチが付いており、尻尾がコンセントになっている。ロボットになってからは人語を話し、後ろ足で人間と同じように歩く事が出来るようなった。手はUの字磁石のようになっているため、拳銃の引き金を引くといった細かい行動が出来ず、戦闘に特化した能力を1つも持たない。
時折、お茶っ葉博士に両腕が伸びたり、目が光るなどの便利とはいえない改造を施される事がある。
本作におけるツッコミ役で作中でも常識的な思考を持っている。
お茶っ葉博士
ぶたボットが最初に出会った博士。お茶の研究をしている。すきっ歯博士とは同期で開発者としての腕も確かなのだが、作中では逆に事態を悪化させてしまう改造ばかり行ってしまう。非常に楽観的で天然な思考を持っており、トラブルメーカーになる事もしばしばある。
青年学者だった頃のお茶っ歯博士は、別人と間違ってしまうほどの美青年だった。
ロボ子
本作のメインヒロインの１人。すきっ歯博士が作成した、ピンク色の髪と服をした少女ロボットで、作られた順番上、メカ子の姉に当たる。何事もポジティブに考える性格の持ち主で、「１＋１＝３」と答える程に思考能力も幼いが、怪我をしたメカ子を気遣うなど妹思いで懐の深い一面を見せる事がある。しかし、幼い思考能力故にすきっ歯博士の作成した小型動物ロボットを幾度となく破壊しており、お茶っ葉博士と共にトラブルメーカーになる事もしばしばある。瞳や舌、爪には＋（プラス）の意匠が施されている。また、頭にはプラスねじで絞められたヘッドギアが付いており、プラスねじを抜かれると思考能力がより一層下がってしまう（代わりにメカ子のねじを入れると思考の調和が取れて常識人となるが、メカ子のねじの影響で目が＋（プラス）と－（マイナス）のオッドアイになり、頭部も一部青く変色する）。
登場直後から、ペットにすると言い出すほどにぶたボットを気に入っており、ぶたボットのことを「ぶたさん」と呼んでいる。
本人は自覚がないが料理の腕は「人を殺せるレベル」と言っていいほど壊滅的。
メカ子
本作のメインヒロインの１人。すきっ歯博士がロボ子の次に作成した青色の髪と服をした少女ロボットで、ロボ子の妹に当たる。登場初期は「ロボ子２号」という名前だったが、お茶っ葉博士が面倒くさいと言う理由で「メカ子」と命名した。プラス思考の姉とは正反対にマイナスな方に考えてしまうネガティブな思考の持ち主だが、続投決定後はその面影が徐々に少なくなり、逆に戦闘狂の一面を見せるようになった。姉のロボ子に対して極度のシスコン・ヤンデレで、ロボ子が溺愛しているぶたボットに対しては「姉を奪われた」として激しい敵意を抱いているが、ニコニコテレビロボ編以降は態度を軟化させている。
性格が正反対ということもあり、瞳や爪がロボ子とは正反対の－（マイナス）の意匠となっており、ヘッドギアのねじもマイナスねじとなっている。ロボ子と違い、ねじを抜くと機能を停止してしまう。登場当初から彼女の戦闘シーンが多く、回が進むにつれて様々な敵を蹴散らすなど、作中屈指の実力者でもある。
ロボ子とは違って料理上手で、バレンタインデーの回ではロボ子に手作りのチョコを渡した事もある。また、ロボ子の殺人料理を食べて卒倒したことがあり、以降ロボ子の料理は食べようとはしなくなった。また、ロボ子とは違った意味でのトラブルを起こす事がある。
すきっ歯博士
ロボ子、メカ子の開発者でお茶っ葉博士とは同期。「ニコニコテレビちゃん」の形をした工場に住んでいる。ぶたボット同様に常識人な思考のため、ツッコミ約として立ち回る事がある。また、短時間で1つの精巧なロボットを作れる事からも開発者としての腕は確かであるが、直後にロボ子やお茶っ葉博士によって破壊される等の憂き目に遭うことが多い苦労人でもある。
お茶っ葉博士と同様、青年学者の頃の姿は別人と間違えてしまうほどの美青年だった。

### ぶたボットたちの知り合い
下っ端博士
「ぶたボット」続投決定後に突如登場したお茶っ葉博士の助手。手が袖から出ていないほどの体格に似合わない大きな白衣とメガネを着けており、紫色の長髪をしている。ニコニコテレビロボを開発する等、開発者としての腕も確かで、袖の中には大量の工具を隠し持っている。
しかし、お茶っ葉博士と同様にキャラクター内でも1～2位を争う程のトラブルメーカーで、「vsあいつ編」における騒動の元凶にもなっており、他者に地味ないたずらをして怒られたら「てへっ」と言って舌を出す、通称「てへぺろ☆」を頻繁に行うため、ウザキャラとしての定評がある。
当初はお茶っ葉博士の助手になる前の記憶がない記憶喪失者だったが、後頭部を打ったことで記憶を取り戻す。その正体はご立派博士によって作られたロボット開発用兼スパイロボットで、ぶたボットの捕獲を目的として送り込まれたが、余りの不甲斐なさからご立派博士に不要とみなされてしまう。
あいつ
別名「ニコニコテレビロボ」。連載当初から名前が決まっていないため、名前が「あいつ」となっている。すきっ歯博士が工場内で製造している「ニコニコテレビちゃん」の1体を下っ端博士が改造した、ニコニコテレビちゃんに胴体が付いた自立ロボット。ぜんまいねじで動くが、登場直後にねじが破損し、下っ端博士が面白半分でロボ子のねじを代用したことが原因で自我を持ってしまい（ロボ子のねじの影響で目が＋（プラス）になった）、ロボットを粗雑に扱う人類に対して報復活動を開始する。
報復の手始めとして、破壊を免れたすきっ歯博士の動物ロボットを回収、改造して尖兵にするが本気を出したメカ子によって駆逐され、自身もロボ子の説得を受けて改心。改心後は搭載していた知能ディスクとねじ（ロボ子のねじからぜんまいねじに）を交換され、以降は手酷い行動を取った自身を許したロボ子に一目惚れし、頭にロボ子のパンツを被り、盗撮するチャンスをうかがう等の犯罪まがいの変体行為に走るようになった。
ロボ子のねじの影響で知能指数はロボ子並だが、時と場合によってはロボ子以上の知能を見せることがある。足にはジェットエンジンが付いているため飛行が可能で、両腕には熱追尾式対空ミサイルを搭載している。
ご立派博士
本名「ジャック・ザ・リッパー」。右腕が機械の腕になっている片眼鏡の青年で、サンダルを履き、ジャージの上に白衣を着ているというラフな格好をしている。
ぶたボットの生態調査及び捕獲を目的に下っ端博士を仕向けるも、「vsあいつ編」終了後に下っ端博士が自身の正体を暴露した為、実力行使で自らぶたボット捕獲を行おうとした。しかし、ロボ子とメカ子の妨害でぶたボット捕獲に失敗、代わりにぶたボットの秘密を知っている人物としてお茶っ葉博士を自身の研究所に連れ去るも、お茶っ葉博士のいたずらで研究所を半壊されてしまう。
機械となっている右腕にはロボットの電子系統を狂わせ、行動不能に陥らせる衝撃波装置「電磁パルス爆弾」を搭載している。

## 各話リスト
昇順で記載、及び各エピソード毎に分割。

### 本編
- 第1話　ぶたボット誕生
- 第2話　ロボ子襲来
- 第3話　光学式ロボ
- 第4話　新たなる刺客
- 第5話　肉
- 第6話　ポロリもあるよ
- 第7話　ハイオク満タンで
- 第8話　炭火焼
- 第9話　みそしるは正義
- 第10話　とんカツ2枚はキツイ
- 第11話　現実が倒せない
- 第12話　侵略！メカ娘！
- 第13話　皆で狩り行こうぜ
- 第14話　新年のご挨拶
- 第15話　無線LAN導入しました。
- 第16話　味噌汁ときどきマカロン
- 第17話　愛と勇気と塩キャベツ
- 第18話　おみやげはタラバガニ
- 第19話　ブタヒーロー
- 第20話　ひつまぶしありがとう
- 第21話　花粉の季節ですね
- 第22話　ついに逆転！…昼夜が！！
- 第23話　日光浴びると溶けそう
- 第24話　僕と婚約して嫁になってよ！
- 第25話　パンケーキおいしかったです
- 第26話　すっかり春ですね
- 第27話　それゆけ！お茶っ葉博士
- 第28話　フットサルも良いけどバスケしたいです
- 第29話　ゆでたキャベツに肉とキムチを包んでかじる
- 第30話　最近完全に運動不足
- 第31話　締切前日レッ〇ブル飲んで徹夜
- 第32話　そういえばコミケ落ちました
- 第33話　暑くてペンを持つ右手が蒸れる
- 第34話　iPa〇2 買いました。便利。
- 第35話　↓＼→↓＼→＋PPP
- 第36話　シャコ超つええ
- 第37話　なめこ超かわいい
- 第38話　温泉旅行とか行きたいなぁ
- 第39話　今年の桃めっちゃうまかった
- 第40話　先日1周年を迎えました。
- 第41話　うちの犬がガム踏んでえらいことに。
- 第42話　☆-(ノﾟДﾟ)八(ﾟДﾟ　)ノ
- 第43話　部屋を片付けないとヤバイ
- 第44話　久々の本編更新
- 第45話　ふんばりどきなう
- 第46話　サイン会は逆に元気をもらえました。
- 第47話　最近アナログで絵描いてないなぁ。
- 第48話　あけましておめでとうございます！
- 第49話　寝返りで枕がちぎれた
- 第50話　もう50かー。
- 第51話　地元のファミレス楽しい。
- 第52話　最近の焼き芋屋さんは音質が良い
- 第53話　はっぴーばれんたいん？
- 第54話　ヒマな日は家で過ごします
- 第55話　仕事も家でやってます
- 第56話　ひきこもり万歳
- 第57話　うちの犬はお風呂嫌いです
- 第58話　もしもし、ナガシマです

### 番外編
- メリークリスマス
- はっぴーばれんたいん
- はっぴーほわいとでー？
- 5月病にかかったようです
- 祭りだわっしょい！
- 変態カメラマン奮闘日記
- 変態カメラマン奮闘日記（途中経過）
- 変態カメラマン奮闘日記（完結編）
- ご立派博士のすっとこ営業日記